# Indigofera longicauda
Indigofera longicauda är en ärtväxtart som beskrevs av Nguyén Van Thuan. Indigofera longicauda ingår i släktet indigosläktet, och familjen ärtväxter. Inga underarter finns listade i Catalogue of Life.